# Ciência forense

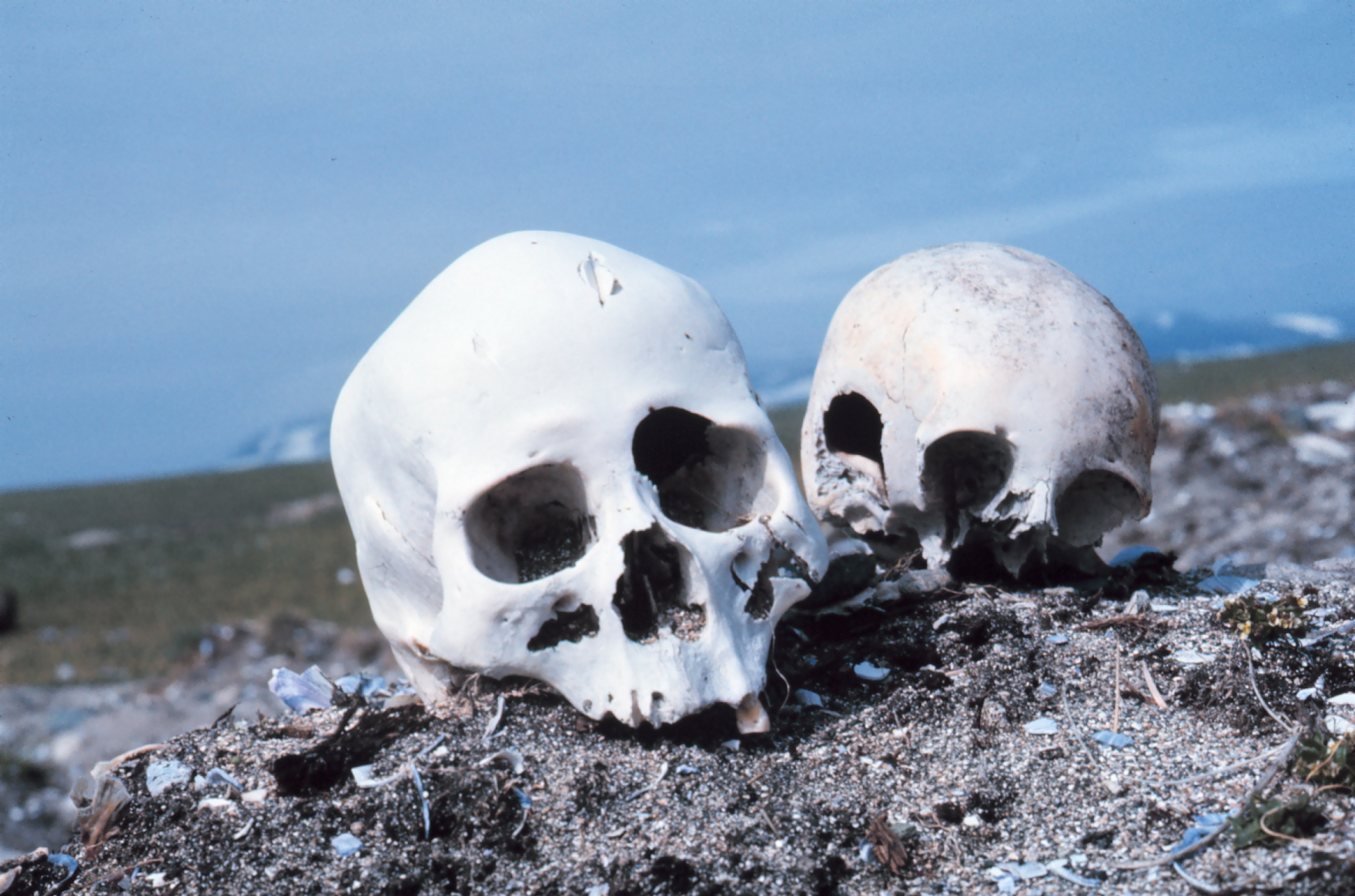
Crânios em uma praia.

A Ciência Forense é  compreendida como o conjunto de todos os conhecimentos científicos e técnicas que são utilizados para desvendar não só crimes, como também variados assuntos legais (cíveis, penais ou administrativos). É considerada uma área interdisciplinar pois envolve física, química, biologia, entre outras. Tem como objetivo principal o suporte a investigações referentes a justiça civil e criminal.
A Ciência Forense possui estreita ligação com a Criminalística, uma vez que a distinção entre ambas as áreas não é clara, sendo comum a confusão entre ambas, inclusive com utilização do termo "criminalística forense". Muitas vezes o tratamento é como sinônimos, se referindo a ambas como ciências naturais aplicadas à solução de crimes. Alguns autores, como Grazinoli Garrido e Alexandre Giovanelli, tratam a Criminalística como disciplina da Ciência Forense. A Criminalística tem origem no termo alemão Kriminalistik e na escola alemã com propagação na Europa, por outro lado, a Ciência Forense tem origem do inglês forensic science. Dentre as diferenciações feitas estão a que o especialista em criminalística (detetives e investigadores) seria o responsável pelo comando da investigação e encarregados das provas, enquanto que os cientistas forenses analisam cientificamente os termos relacionados ao objeto de investigação.
Em investigações criminais o foco principal dos profissionais na área é tanto confirmar a autoria dos crimes, quanto descartar o envolvimento do(s) suspeito(s). Em casos de homicídio são utilizados diversos recursos como, por exemplo, fio de cabelo, sangue e impressão digital deixados no local do crime e que são úteis na identificação dos suspeitos. É possível também descobrir a hora, a data, causa da morte, quem matou e o que levou ao homicídio. Peritos de diversas especialidades são os profissionais que realizam os testes forenses dentro de instituições policiais, associadas ao governo, ou em consultorias independentes.
Para o sucesso do trabalho forense se faz necessário o uso de algumas técnicas. Uma delas é dermatoglifia que estuda os padrões das cristas dérmicas. Outra bastante utilizada é a técnica do pó, no qual são depositados pós em superfícies lisas que facilite o decalque das impressões digitais.

## Etimologia
A palavra forense vem do latim forensis, que significa "de antes do fórum". A história do termo provém da época romana, onde uma acusação criminal significava apresentar o caso perante um grupo de indivíduos públicos no fórum e, tanto o acusado do crime quanto o acusador dariam discursos com base em suas perspectivas da história. O caso seria decidido em favor do indivíduo com o melhor argumento entregue. Esta origem é a fonte dos dois usos modernos da palavra forense — como uma forma de prova legal e como uma categoria de apresentação pública. No uso moderno, somente o termo forense no lugar de ciência forense pode ser considerada correta, pois o termo forense é efetivamente um sinônimo para legal ou relacionado aos tribunais. No entanto, devido o termo ser tão associado com o campo científico, muitos dicionários incluem um significado que equivale para a palavra forense e ciência forense.

## História

### Métodos iniciais
No mundo antigo não existiam práticas forenses padronizadas, resultando em muitos casos que não tiveram resolução. Investigações criminais e julgamentos eram fortemente baseados em confissões e testemunhos. No entanto, há fontes antigas que contêm vários relatos de técnicas que indicam o início dos conceitos da ciência forense que foram desenvolvidas séculos mais tarde.
Arquimedes (287-212 a.C.), por exemplo, inventou um método para a determinação do volume de um objeto com forma irregular. De acordo com Vitrúvio, uma coroa votiva de um templo havia sido feita para o rei Hiero II, que havia fornecido ouro puro para ser usado em sua fabricação e, a partir disto, Arquimedes foi solicitado para determinar se alguma prata havia sido colocada na coroa durante sua produção pelo ourives. Arquimedes não podia danificar a coroa e, para resolver o problema, pode ter se utilizado de seu princípio da flutuabilidade, onde é possível observar o deslocamento dos corpos a partir da imersão na água.
O primeiro relato escrito do uso de medicamentos e da entomologia para resolver casos criminais é atribuído ao livro Xi Yuan Lu (traduzido em inglês como Washing Away of Wrongs), escrito no ano 1248 na China por Song Ci (宋慈, 1186–1249), durante a dinastia Sung. Em um dos relatos do livro, há o caso de uma pessoa assassinada com uma foice que foi resolvido por um investigador que instruiu todos os moradores próximos do local do crime a trazerem suas foices para uma determinada localidade, pois tinha percebido qual arma foi utilizada testando várias lâminas em uma carcaça de animal e comparando as feridas. A partir disto, moscas atraídas pelo cheiro de sangue eventualmente se reuniram em uma única foice, o assassino confessou logo após o ocorrido.
O livro também oferece informações sobre como distinguir um afogamento (água nos pulmões) de um estrangulamento, juntamente com outras evidencias que podem ser analisadas para examinar cadáveres e determinar se a morte foi causada por homicídio, suicídio ou acidente.

### Origens
Na Europa, durante o século XVI, médicos militares e universitários começaram a reunir informações sobre a causa e circunstâncias da morte, como Ambroise Paré, um cirurgião do exército francês que estudou sistematicamente os efeitos da morte violenta em órgãos internos e dois cirurgiões italianos, Fortunato Fidelis e Paolo Zacchia, que lançaram as bases da patologia moderna estudando as mudanças ocorridas na estrutura do corpo como resultado de enfermidades. No final do século XVIII, os estudos sobre o tema ficaram em evidencia devido a obras como "Um Tratado sobre Medicina Forense e Saúde Pública" pelo médico francês Francois Immanuele Fodéré e "O Sistema Completo de Medicina da Polícia" pelo médico perito alemão Johann Peter Frank.
Como os valores racionais da época do Iluminismo estavam cada vez mais permeado a sociedade do século XVIII, a investigação criminal tornou-se um procedimento mais baseado em evidências, racional — o uso de tortura para forçar confissões foi reduzido e a crença em bruxaria e poderes ocultos deixaram de influenciar as decisões de tribunais.

## Áreas científicas relacionadas
- Antropologia forense
- Fonoaudiologia forense
- Computação Forense
- Biologia forense
  - Bioquímica forense
  - Botânica forense
  - Entomologia forense
  - Genética forense
  - Hematologia forense
  - Histologia forense
- Geologia Forense
- Enfermagem forense
- Medicina forense
  - Odontologia legal
  - Psiquiatria forense
  - Traumatologia forense
  - Asfixiologia forense
  - Toxicologia forense
  - Tanatologia forense
- Química forense
- Forense computacional

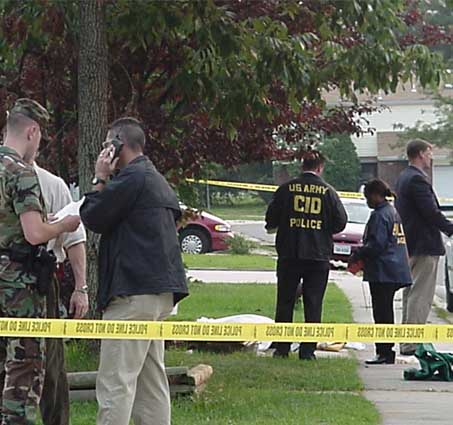
Agentes do CID, Estados Unidos, numa investigação de um crime.

- Papiloscopia forense ou Datiloscopia forense
- Balística forense

## Cultura popular
Uma das primeiras séries de televisão que se focaram na premissa de análise científica de evidencias foi Quincy, M.E. (baseado em uma série canadense intitulada Wojeck), onde o personagem principal é um médico legista que trabalha em Los Angeles resolvendo crimes através de um estudo cuidadoso das provas. A abertura de cada episódio se inicia com o personagem principal, interpretado por Jack Klugman, dizendo em uma palestra para policiais "Senhores, vocês estão prestes a entrar na esfera mais fascinante do trabalho policial, o mundo da medicina forense". Posteriormente surgiram séries com premissas semelhantes, como Dexter, The Mentalist, CSI, Hawaii Five-0, Cold Case, Bones, Law & Order, Body of Proof, NCIS, Criminal Minds, Silent Witness, Detective Conan e Midsomer Murders, onde retratam versões glamorizadas das atividades dos cientistas forenses do século XXI.[carece de fontes?]